# 루상
루상(프랑스어: Russin)은 스위스 제네바주에 있는 자치체이다.

## 역사
루상은 Russino und Rucins로 1100년경에 처음 언급되었다. 1217년에는 Russins로 언급되었다.

## 지리

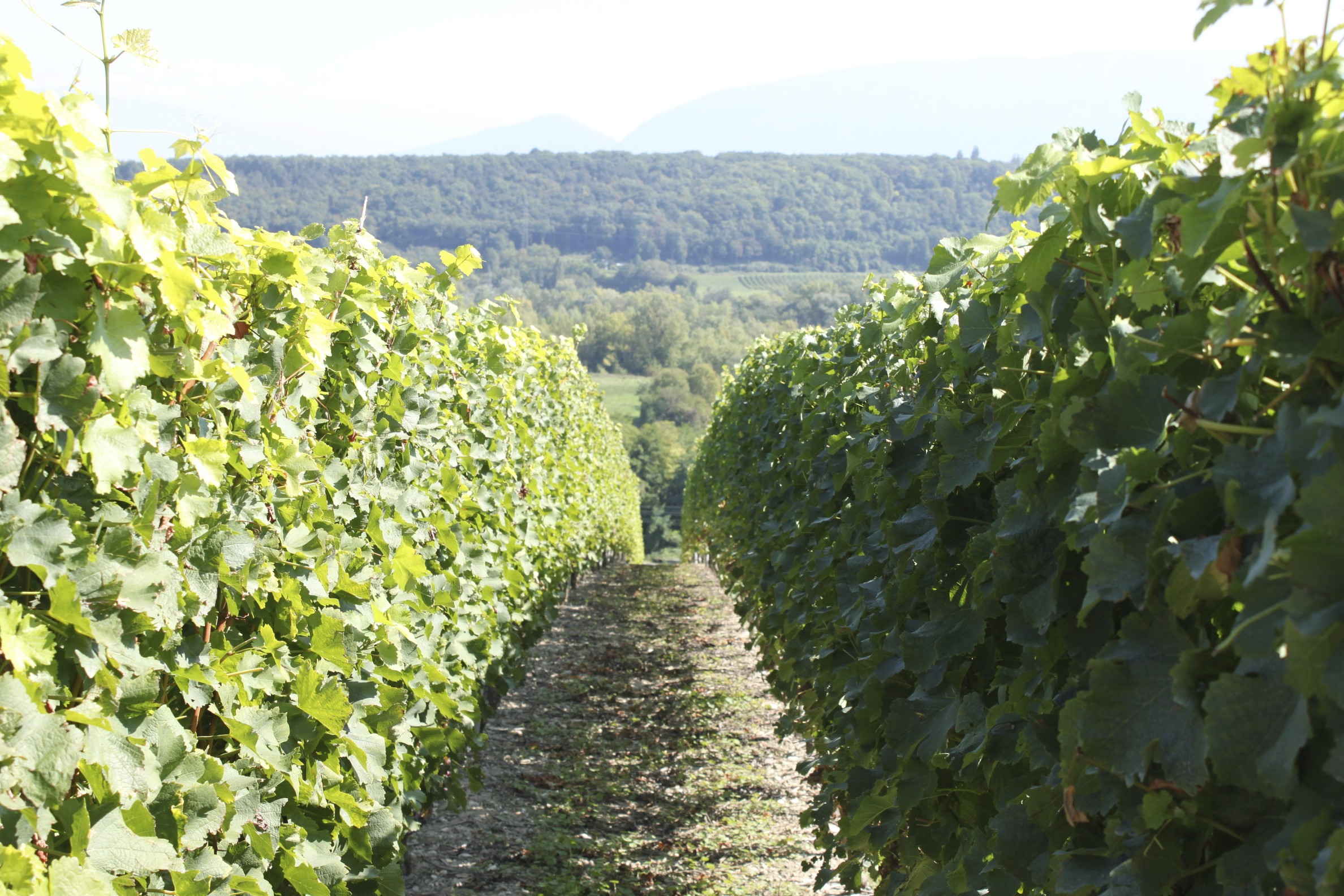
푸상의 포도원

루상의 면적은 2009년 기준으로 4.91k㎡이다. 이 면적 중 2.63km 2 (53.6%)가 농업 목적으로 사용되는 반면 1.04k㎡ (21.2%는 산림이다. 나머지 토지 중 0.67k㎡ (13.6%)가 정착(건물 또는 도로), 0.42k㎡ (8.6%)가 강 또는 호수이며, 0.19k㎡ (3.9%)는 비생산적인 토지이다.
건축면적 중 주택과 건물이 2.4%, 교통기반시설이 5.9%를 차지했다. 전력 및 수자원 기반 시설 및 기타 특별 개발 지역은 면적의 5.1%를 구성한다. 산림 토지 중 전체 토지 면적의 19.1%는 삼림이 무성하고 2.0%는 과수원 또는 작은 나무 군집으로 덮여 있다. 농경지 중 24.6%는 작물 재배에 사용되며, 6.1%는 목초지로, 22.8%는 과수원이나 덩굴 작물에 사용된다. 시정촌의 물 중 1.2%는 호수에 있고 7.3%는 강과 시내에 있다.
시정촌은 론강의 오른쪽 제방에 있다. 루상 마을과 Verbois, La Chaumaz 및 Les Baillets의 작은 마을로 구성되어 있다.
루상의 시정촌은 Molards, 루상 - 고원, Verbois, Teppes-du-Biolay 및 루상 - 마을의 하위 섹션 또는 마을로 구성된다.

## 인구통계

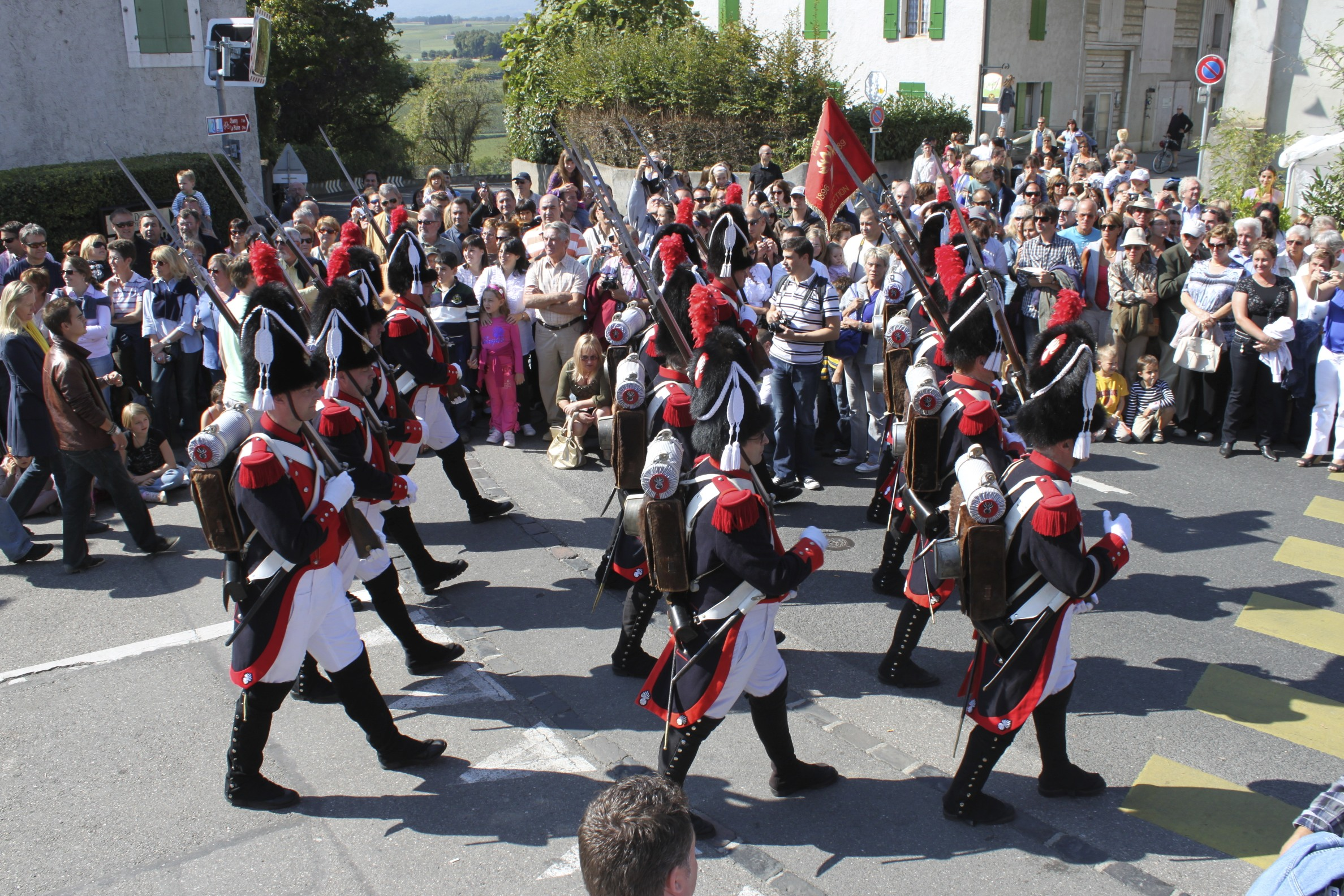
루상 포도 수확 축제에서 "군대" 행진

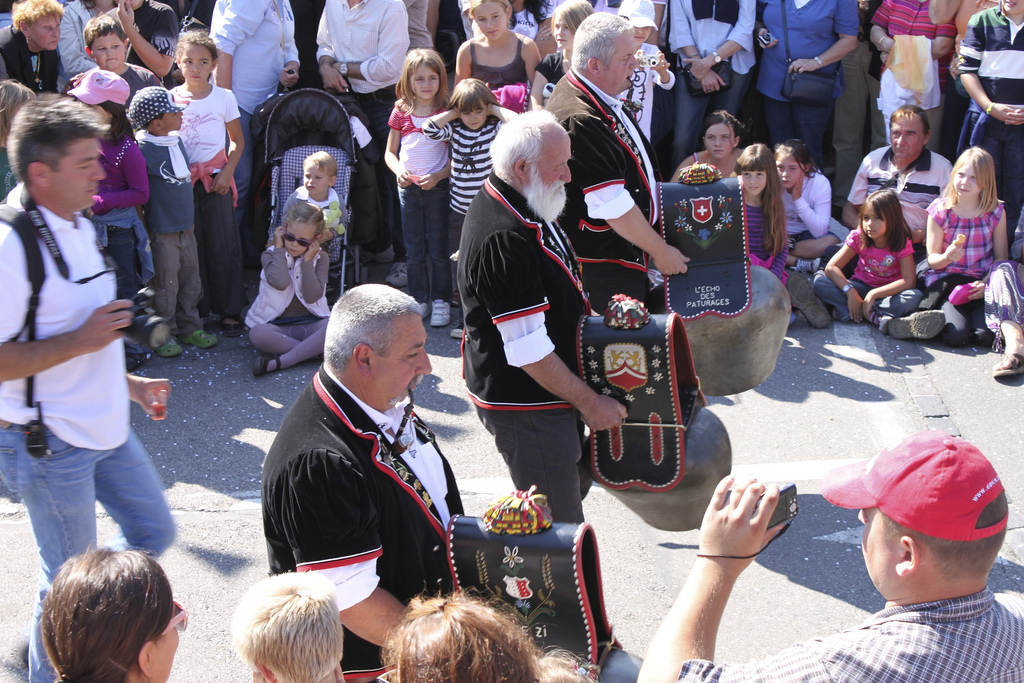
루상 포도 수확 축제 우경 소리

2020년 12월 기준, 루상의 인구는 530명이다. 2008년 기준으로 인구의 23.8%가 거주하는 외국인이다. 1999년부터 2009년까지 지난 10년 동안 인구는 16.6%의 비율로 변화했다. 이주로 인해 14.3%의 비율로, 출생과 사망으로 인해 6%의 비율로 변경되었다.
2000년 기준인구 대부분인 340명(86.7%)이 프랑스어를 사용하며, 독일어가 15명(3.8%)으로 2위이고, 포르투갈어가 9명(2.3%)으로 3위이다. 이탈리아어를 할 줄 아는 사람이 4명 있다.
2008년 기준으로 인구의 성별 분포는 남성 51.4%, 여성 48.6%이다. 인구는 182명의 스위스 남성(인구의 38.8%)과 59명(12.6%)의 비스위스계 남성으로 구성되었다. 스위스 여성은 165명(35.2%), 비스위스계 여성은 63명(13.4%)이었다. 시정촌 인구 중 105명(26.8%)가 루상에서 태어나 2000년에 그곳에 살았다. 같은 주에서 태어난 123명(31.4%)가 있었고, 52명(13.3%)가 스위스 다른 곳에서 태어났다. 93명(23.7%)은 스위스 밖에서 태어났다.
2008년에는 스위스 시민이 4명, 스위스 국적이 아닌 사람이 3명, 같은 기간에 출생했다. 이민과 이민을 무시하면, 스위스 시민의 인구는 4가 증가하고 외국인 인구는 3이 증가했다. 스위스에서 이주한 스위스 남자 4명과 스위스 여자 1명이 있었다. 동시에 다른 나라에서 스위스로 이주한 1명의 비스위스 남성과 5명의 비스위스계 여성이 있었다. 2008년 전체 스위스 인구 변화(시 경계를 넘는 이동을 포함한 모든 출처에서)는 1명이 증가했고, 비스위스계 인구는 6명이 증가했다. 이는 1.8%의 인구 증가율을 나타낸다.
인구의 연령 분포(2000년 기준)는 어린이와 청소년(0~19세)이 전체 인구의 25.5%, 성인(20~64세)이 62.2%, 노인(64세 이상)이 ) 12.2%를 차지한다.
2000년 기준으로 시정촌에는 미혼이거나 독신인 사람이 160명 있다. 기혼자는 196명, 미망인은 17명, 이혼한 사람은 19명이었다.
2000년 기준으로 시정촌의 개인가구는 155가구이며, 가구당 평균 2.4가구이다. 1인 가구는 42가구, 5인 이상 가구는 14가구였다. 총 163가구 중 1인 가구가 25.8%로 부모와 동거하는 성인 1명이 있었다. 나머지 가구 중 자녀가 없는 기혼 가구는 49가구, 자녀가 있는 기혼 가구는 52가구로 자녀가 있는 편부모는 8가구였다. 혈연관계가 없는 사람들로 구성된 3가구와 일종의 시설이나 다른 공동주택으로 구성된 8가구가 있었다.
2000년에는 총 125채의 주거용 건물 중 77채(전체의 61.6%)가 단독주택이었다. 다가구는 14채(11.2%), 주로 주거용으로 사용되는 다목적 건물은 23채(18.4%), 기타 용도(상업용, 공업용)는 11채(8.8%)였다. 단독 주택 중 32채는 1919년 이전에 지어졌고 6채는 1990년에서 2000년 사이에 지어졌다. 다가구 주택 중 가장 많은 주택(7채)이 1919년 이전에 지어졌으며, 그 다음으로 많은 주택(3채)이 1961년과 1970년 사이에 지어졌다. 1996년에서 2000년 사이에 지어진 다가구 주택이 2채가 있었다.
2000년에는 시정촌에 162개의 아파트가 있었다. 가장 흔한 아파트 규모는 방 4개였으며, 그 중 43개였다. 1인실이 9개, 5개 이상의 방이 있는 아파트가 53개였다. 이 중 상시 입주가 가능한 아파트는 144채(전체의 88.9%), 성수기는 10채(6.2%), 공실은 8채(4.9%)였다. 2009년 기준 신규주택 건설률은 인구 1000명당 56세대이다. 2010년 시정촌 공실률은 0%였다.
역사적 인구는 다음 차트에 나와 있다.

## 국가중요문화재
라그랑쿠르의 건축물(Campagne De La Grand'Cour)은 국가적으로 중요한 스위스 문화유산으로 등재되어 있다.

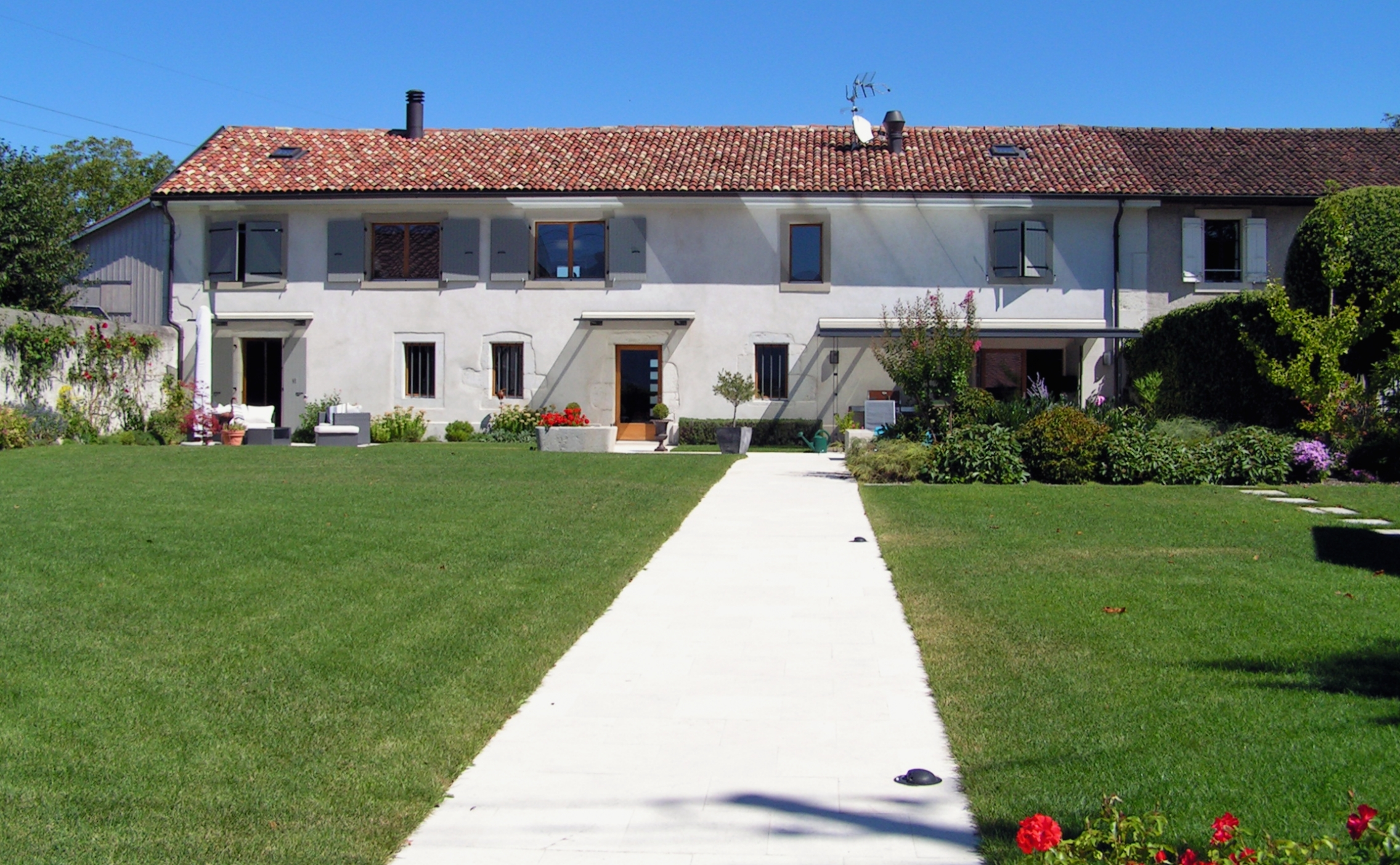
라 그랑쿠르
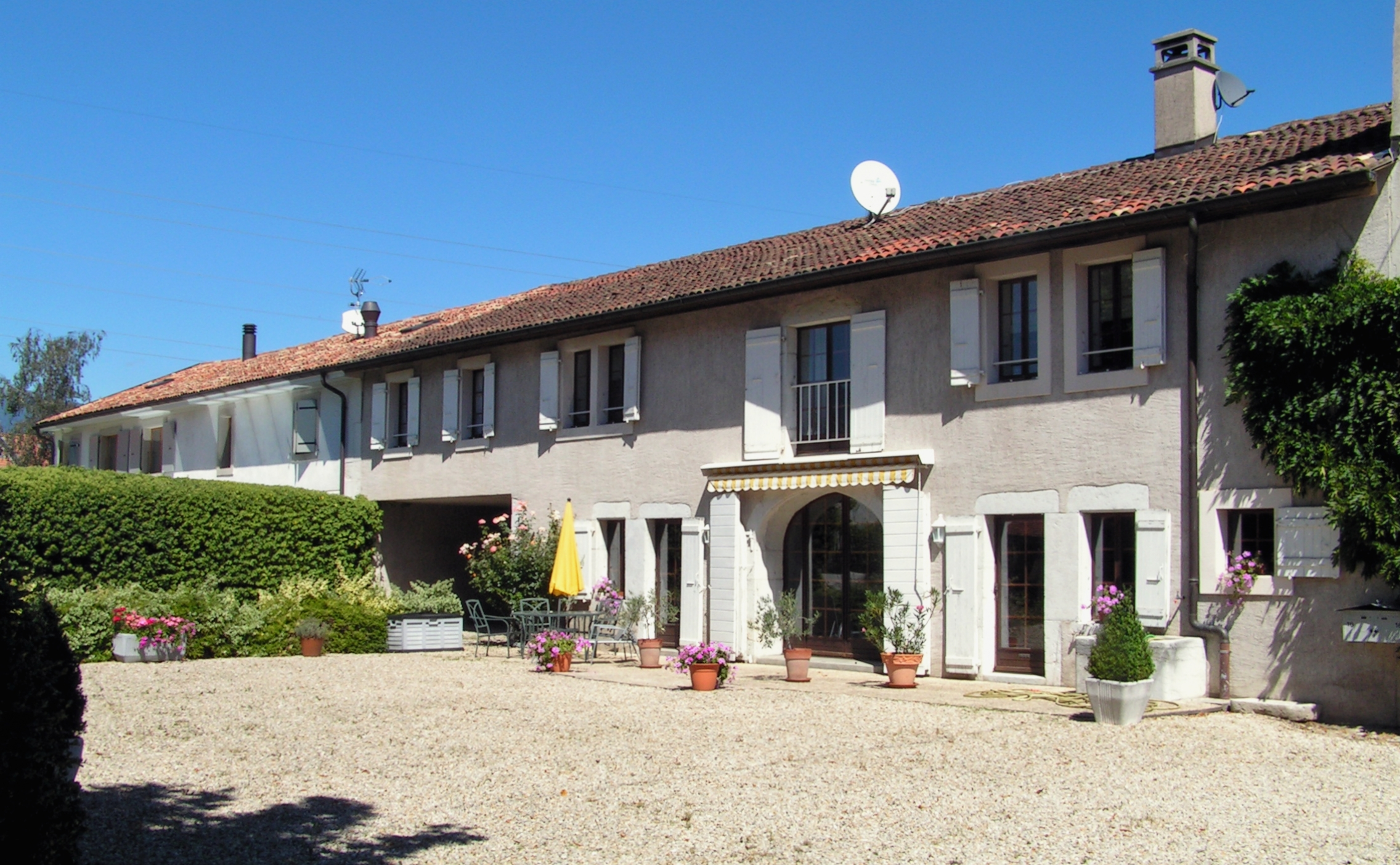
라 그랑쿠르2
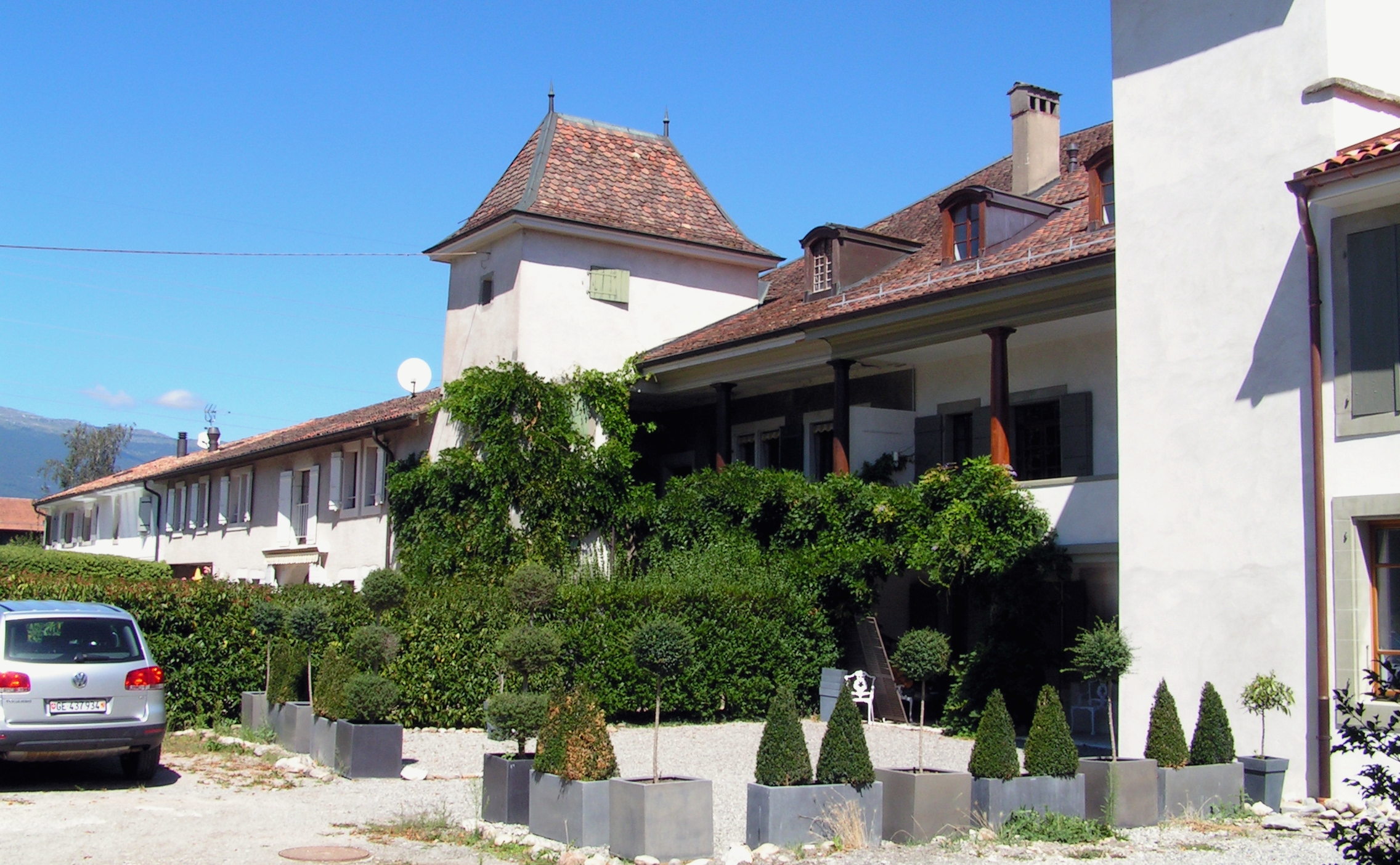
라 그랑쿠르3

## 정치
2007년 연방 선거에서 가장 인기 있는 정당은 21.38%의 득표율을 기록한 SVP였다. 다음으로 가장 인기 있는 3개 정당은 녹색당 (20.25%), FDP (19.06%), SP (9.59%)였다. 연방 선거는 총 152표를 던졌고 투표율은 64.1%였다.
2009년 대평의회 선거에는 총 265명의 등록 유권자가 있었고, 그중 133명(50.2%)이 투표했다. 이번 선거에서 지자체에서 가장 인기 있는 정당은 18.9%의 득표율을 기록한 진보당(Les Radicaux)였다. 광역 선거에서 그들은 여섯 번째로 높은 득표율을 얻었다. 두 번째로 인기 있는 정당은 녹색당(18.2%)로 주 전체 선거에서 2위를 차지했으며, 세 번째로 인기 있는 정당은 자유민주당 (12.9%)로 주 전체 선거에서 1위를 차지했다.
2009년 참사당 선거에는 총 265명의 등록 유권자가 있었고, 그중 162명(61.1%)이 투표했다.
2011년에는 모든 지자체에서 지방 선거를 실시했으며, 루상에서는 시의회에 9개의 공석이 생겼다. 등록 유권자는 총 324명으로 이중 229명(70.7%)이 투표했다. 229표 중 빈표가 1표, 명단에 없는 이름이 118표였다.

## 경제
2010년 현재 루상의 실업률은 3.2%이다. 2008년 현재 1차 경제 부문에 32명이 고용되어 있으며, 이 부문에 약 9개 기업이 참여하고 있다. 49명이 2차 부문에 고용되었고, 이 부문에 5개의 기업이 있었다. 27명이 3차 부문에 고용되어 있으며, 이 부문에는 11개의 기업이 있다. 시정촌 주민은 204명으로 일정 정도 고용되었으며, 그중 여성이 전체 노동력의 40.2%를 차지하였다.
2008년에 정규직에 상응 하는 총 일자리 수는 91개였다. 1차 부문의 일자리 수는 19개였으며, 모두 농업에 있었다. 2차 부문의 일자리 수는 48개였으며, 그중 2개(4.2%)는 제조, 5개(10.4%)는 건설에 있었다. 3차 부문의 일자리 수는 24개였다. 3차 부문에서; 8개(33.3%는 도소매 또는 자동차 수리, 10개(41.7%)는 호텔 또는 레스토랑, 2개(8.3%)는 기술 전문가 또는 과학자, 3개(12.5%)는 교육 분야에 있었다.
2000년 기준으로 시정촌으로 출퇴근하는 근로자는 46명, 출퇴근 근로자는 131명이었다. 지자체는 근로자의 순수출 지자체로, 1명이 전입할 때, 약 2.8명의 근로자가 지자체를 떠나고 있다. 근로 인구의 15.2%가 대중교통을 이용하여 출퇴근하고, 53.4%가 자가용을 이용하였다.

## 종교
2000년 인구 조사에 따르면 169명(43.1%)이 스위스 개혁 교회에 속했고, 86명(21.9%)이 로마 가톨릭 신자였다. 나머지 인구 중 크리스찬 가톨릭 교회에 속한 사람은 4명(인구의 약 1.02%)이었고, 다른 교회에 속한 사람은 6명(인구의 약 1.53%)이 있었다. 이슬람교가 2명 있었고, 불교가 1명, 다른 교회에 속해 있는 사람이 1명이 있었다. 92명(인구의 약 23.47%)은 교회에 속하지 않았고, 불가지론자 또는 무신론자였으며, 31명(인구의 약 7.91%)은 질문에 대답하지 않았다.

## 교육
루상에서는 인구의 약 133명(33.9%)이 필수가 아닌 고등 중등 교육을 이수했으며, 87명(22.2%)이 추가 고등 교육( 대학 또는 응용학문대학)을 이수했다. 고등 교육을 마친 87명 중 51.7%가 스위스 남성, 28.7%가 스위스 여성, 6.9%가 비스위스계 남성, 12.6%가 비스위스계 여성이었다.
2009-2010학년도 동안 루상 학교 시스템에는 총 85명의 학생이 있었다. 제네바주의 교육 시스템은 어린이들이 2년 동안 의무가 아닌 유치원에 다닐 수 있도록 허용한다. 그 학년도에 유치원에 다니던 4명의 아이들이 있었다. 주의 학교 시스템은 2년의 비필수 유치원을 제공하며, 학생들은 6년 동안 초등학교에 다닐 것을 요구하며, 일부 어린이는 소규모의 특수 수업에 참석한다. 루상에는 유치원이나 초등학교에 다니는 16명의 학생이 있었고 학생들은 특별하고 소규모 학급에 있었다. 중등 학교프로그램은 3년의 낮은 의무 교육 과정과 3년에서 5년의 선택적인 고급 학교로 구성된다. 루상에서 학교에 다니는 16명의 중학교 학생이 있었다. 전문, 비 대학 트랙 프로그램에 있는 4명의 학생과 함께 지자체의 29명의 고등학교 학생이 있었다. 추가로 3명의 학생이 사립학교에 다녔다.
2000년 기준, 루상에는 다른 시정촌에서 온 학생이 21명이었고, 시외 학교에 다니는 거주자는 52명이었다.

## 교통

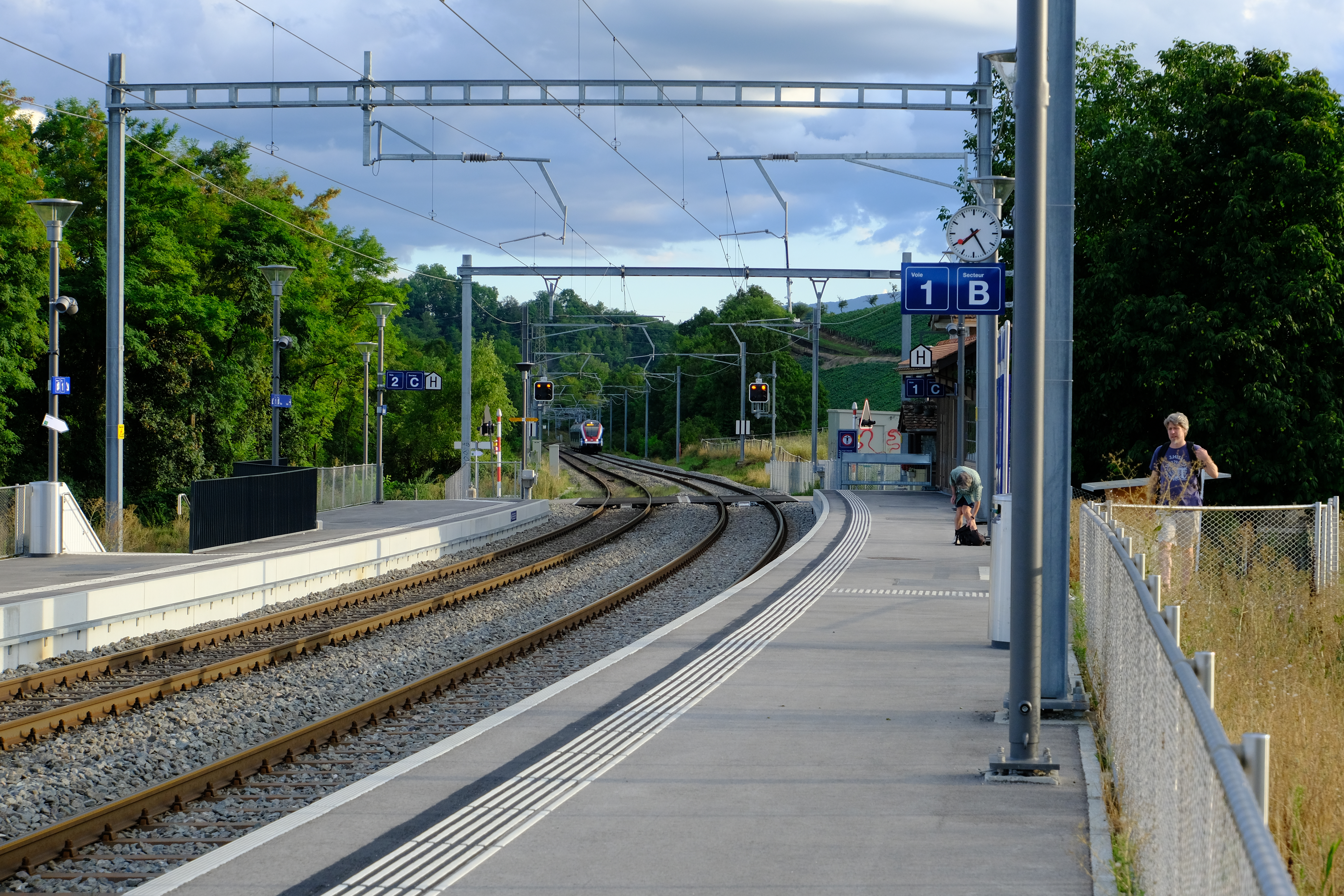
루상역 (2020년)

지자체에는 리옹-제네바선에 루상역이 있다. 라플란, 벨가르드 및 제네바까지 정기적으로 운행한다.